# Cheick Tioté
 Cheick Ismaël Tioté (Yamoussoukro, 1986. június 21. – Peking, Kína, 2017. június 5.) elefántcsontparti válogatott labdarúgó, védekező középpályás.

## Pályafutása

### Anderlecht
Szülővárosában kezdett el futballozni, 15 éves volt mikor az első focicipőjét megvette, első profi klubja az elefántcsontparti FC Bibo volt. 2005-ben figyelt fel rá a belga Anderlecht, amely szerződtette az afrikai tehetséget. A KFC Verbroedering Geel elleni kupamérkőzésen debütált a brüsszeli csapat színeiben, ezen a mérkőzésen mindjárt elhibázott egy büntetőt. A 2007-08 szezonban kölcsönben a holland Rodában szerepelt, ahol honfitársával, Sekou Cissével szerepelt egy csapatban.

### Twente
2008. október 2-án igazolta le az akkori holland bajnokságban szereplő Twente mintegy 750.000 euróért. Itt hamar stabil kezdővé vált, határozott és a pályán jól látó középpályássá nőtte ki magát, aki az enschedei klub színeiben 58 bajnokin egy gólt szerzett és emellett kiosztott 14 gólpasszt. A 2009-2010-es szezonban a Steve McClaren vezette csapattal bajnoki címet nyert, valamint szerepelt a Bajnokok Ligája és az Európa-liga csoportkörében is.  

### Newcastle United
2010. augusztus 26-án 3.500.000 euróért szerződött a Premier League-ben szereplő Newcastle Unitedhez, miután megkapta a munkavállalási engedélyt. Szeptember 18-án mutatkozott be új csapatában az Everton FC elleni bajnokin a Goodison Parkban. A Stevenage FC elleni FA-kupa mérkőzésen kiállították, három mérkőzéses eltiltást kapott, visszatérése után azonban megszerezte első gólját a Szarkák mezében. Az Arsenal ellen volt eredményes, csapata úgy játszott 4-4-es döntetlent, hogy már 0-4-es hátrányban is volt. 2011. február 25-én új, hat és féléves szerződést írt alá, ezzel is mutatva elkötelezettségét csapata iránt. "Tapasztalatom szerint játszani a Premier League-ben, jobb, mint én azt valaha is reméltem. Ez egy nagy klub és a szurkolók ragyogóak – én még soha nem tapasztaltam olyan támogatást, mint itt." A következő két idényben 50 bajnokin lépett pályára, ezeken 25 sárga lapot kapott, de mindössze egyszer, a Sunderland ellen állították ki. 2012. október 21-én piros lapot kapott a két rivális bajnokiján, a Newcastle Steven Fletcher hajrábeli góljával mentett pontot.

### Pejcsing BG
2017. február 7-én bejelentették, hogy a kínai másodosztályban szereplő Pejcsing BG-hez igazol.

### A válogatottban

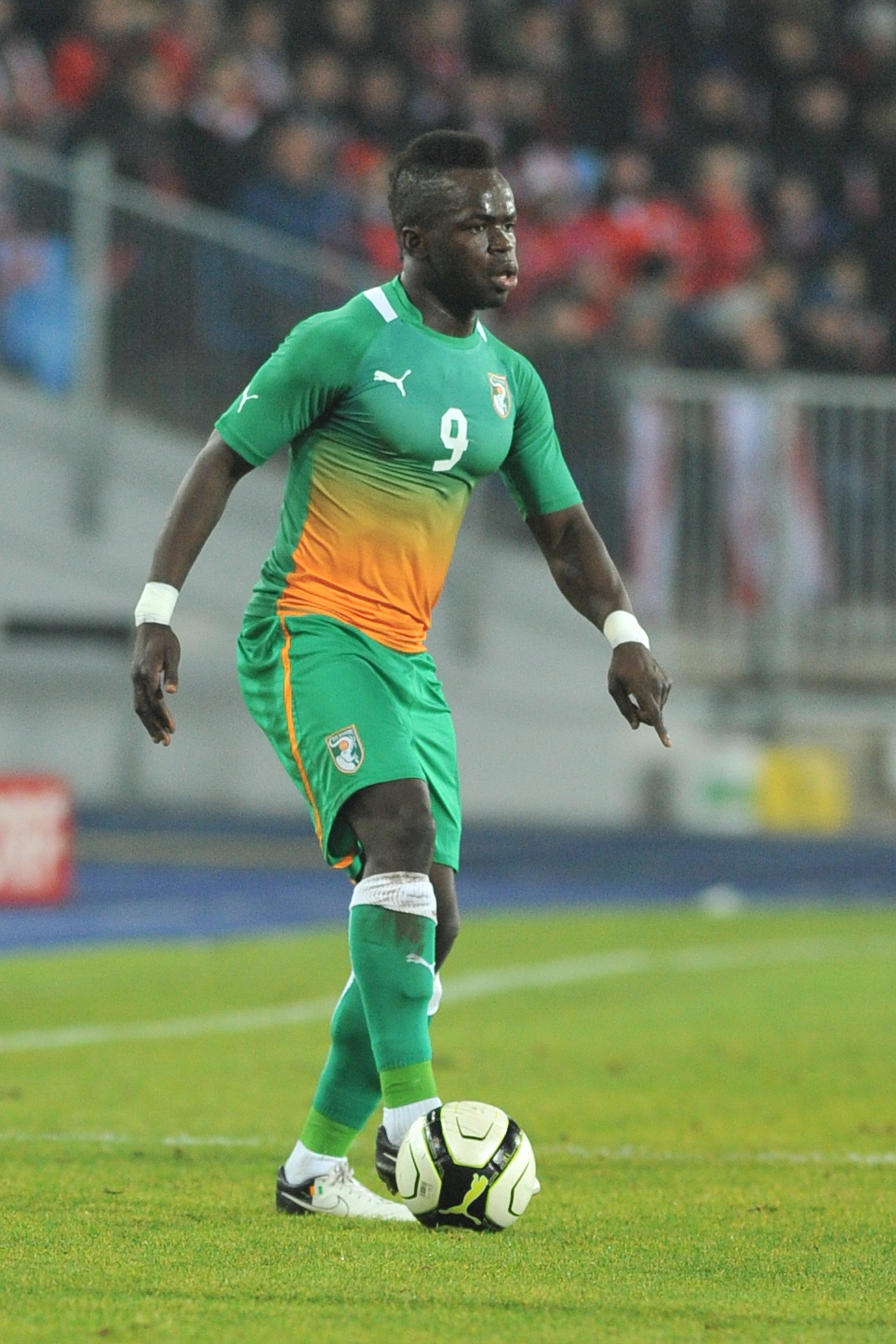
Tioté a válogatottban 2012-ben.

2009. augusztus 12-én, egy Tunézia elleni barátságos mérkőzésen mutatkozott be az elefántcsontparti válogatottban. Részt vett a 2010-es afrikai nemzetek kupáján. Mindhárom csoportmérkőzésen kezdő volt, csapata azonban az Algéria elleni negyeddöntőben búcsúzott. Ugyancsak tagja volt a 2010-es világbajnokságon szereplő csapatnak, azonban az Elefántok nem jutottak tovább a csoportból. A 2012-es afrikai nemzetek kupáján az első két csoportmeccsen, majd az elődöntőben és a döntőben is a kezdőcsapatban kapott helyet, a Zambia elleni fináléban belőtte az első büntetőt a tizenegyes párbajban, azonban így is elvesztették az utolsó mérkőzést, Zambiáé lett a trófea. A következő évi kontinentális tornán a negyeddöntőben elszenvedett 2-1-es vereség alkalmával Nigéria ellen rúgta az első válogatott gólját. Tagja volt a 2015-ös afrikai nemzetek kupáját megnyerő válogatottnak. 

## Magánélete
Tioté muzulmán vallású, betartja a böjtöt a ramadán ideje alatt.
2013. február 13-án csalás gyanúja miatt letartóztatták. Első feleségétől két gyermeke született, nem sokkal azelőtt házasodtak össze, hogy Tioté a Newcastle-hoz szerződött.  2014. szeptember 29-én másodszor is megnősült, Abidjanban vette feleségül Laeticia Doukrou-t. Nem sokkal később ez a házassága is tönkrement, azóta egy szeretőjétől született házasságon kívüli gyereke.

## Halála
2017. június 5-én a kínai Pejcsing BG együttesének edzésén leállt a szíve. A játékost gyorsan egy közeli kórházba szállították, de már nem tudtak segíteni rajta.

## Statisztika

### Klub
2017. január 19-én frissítve
| Klub              | Szezon           | Bajnokság        | Bajnokság     | Bajnokság | Kupa          | Kupa  | Ligakupa      | Ligakupa | Nemzetközi kupa | Nemzetközi kupa | Összesen      | Összesen |
| Klub              | Szezon           | Division         | Pályára lépés | Gólok     | Pályára lépés | Gólok | Pályára lépés | Gólok    | Pályára lépés   | Gólok           | Pályára lépés | Gólok    |
| ----------------- | ---------------- | ---------------- | ------------- | --------- | ------------- | ----- | ------------- | -------- | --------------- | --------------- | ------------- | -------- |
| Anderlecht        | 2005–06          | First Division   | 2             | 0         | 1             | 0     | —             | —        | 1               | 0               | 4             | 0        |
| Anderlecht        | 2006–07          | First Division   | 2             | 0         | 0             | 0     | —             | —        | 0               | 0               | 2             | 0        |
| Anderlecht        | Összesen         | Összesen         | 4             | 0         | 1             | 0     | —             | —        | 1               | 0               | 6             | 0        |
| Roda JC (kölcsön) | 2007–08          | Eredivisie       | 26            | 2         | 0             | 0     | —             | —        | —               | —               | 26            | 2        |
| Twente            | 2008–09          | Eredivisie       | 28            | 0         | 3             | 0     | —             | —        | 10              | 0               | 41            | 0        |
| Twente            | 2009–10          | Eredivisie       | 28            | 1         | 3             | 0     | —             | —        | 12              | 0               | 43            | 1        |
| Twente            | 2010–11          | Eredivisie       | 2             | 0         | 0             | 0     | —             | —        | 0               | 0               | 2             | 0        |
| Twente            | Összesen         | Összesen         | 58            | 1         | 6             | 0     | —             | —        | 22              | 0               | 86            | 1        |
| Newcastle United  | 2010–11          | Premier League   | 26            | 1         | 1             | 0     | 1             | 0        | —               | —               | 28            | 1        |
| Newcastle United  | 2011–12          | Premier League   | 24            | 0         | 0             | 0     | 0             | 0        | —               | —               | 24            | 0        |
| Newcastle United  | 2012–13          | Premier League   | 24            | 0         | 0             | 0     | 1             | 0        | 6               | 0               | 31            | 0        |
| Newcastle United  | 2013–14          | Premier League   | 33            | 0         | 1             | 0     | 2             | 0        | —               | —               | 36            | 0        |
| Newcastle United  | 2014–15          | Premier League   | 11            | 0         | 1             | 0     | 0             | 0        | —               | —               | 12            | 0        |
| Newcastle United  | 2015–16          | Premier League   | 20            | 0         | 1             | 0     | 1             | 0        | —               | —               | 22            | 0        |
| Newcastle United  | 2016–17          | Championship     | 1             | 0         | 2             | 0     | 0             | 0        | —               | —               | 3             | 0        |
| Newcastle United  | Összesen         | Összesen         | 139           | 1         | 6             | 0     | 5             | 0        | 6               | 0               | 156           | 1        |
| Karrier összesen  | Karrier összesen | Karrier összesen | 227           | 4         | 13            | 0     | 5             | 0        | 29              | 0               | 274           | 4        |

### Válogatott
| Csapat           | Év       | Pályára lépés | Gólok |
| ---------------- | -------- | ------------- | ----- |
| Elefántcsontpart | 2009     | 2             | 0     |
| Elefántcsontpart | 2010     | 13            | 0     |
| Elefántcsontpart | 2011     | 4             | 0     |
| Elefántcsontpart | 2012     | 11            | 0     |
| Elefántcsontpart | 2013     | 8             | 1     |
| Elefántcsontpart | 2014     | 10            | 0     |
| Elefántcsontpart | 2015     | 4             | 0     |
| Összesen         | Összesen | 52            | 1     |

#### Válogatott góljai
| Gól | Dátum            | Helyszín                                       | Ellenfél | Eredmény a gól után | Végeredmény | Esemény                         |
| --- | ---------------- | ---------------------------------------------- | -------- | ------------------- | ----------- | ------------------------------- |
| 1.  | 2013. február 3. | Royal Bafokeng Stadion, Rustenburg, Dél-Afrika | Nigéria  | 1–1                 | 1–2         | 2013-as afrikai nemzetek kupája |

## Sikerei, díjai
Anderlecht
- Belga bajnok (2): 2005–06, 2006–07
- Belga szuperkupagyőztes (2): 2006, 2007

Roda
- Holland kupadöntős (1): 2007–08

Twente
- Holland bajnok (1): 2009–10
- Holland kupadöntős (1): 2008–09
- Holland szuperkupagyőztes (1): 2010

Elefántcsontpart
- Afrikai nemzetek kupája (1): 2015